# Derecske
Derecske (rumänska: Drișca) är en stad och kommun i distriktet Derecske i provinsen Hajdú-Bihar i östra Ungern. Kommunen har 8 413 invånare (2024), på en yta av 103,59 km².